# Philip Klein (editor)
Philip Klein es un autor y periodista estadounidense que trabaja en la actualidad como editor de National Review Online . Klein trabajó anteriormente como editor ejecutivo del Washington Examiner, como corresponsal en Washington para The American Spectator, y como reportero financiero para Reuters, habiéndose ganado una grata reputación. Se volvió editor de la publicación conservadora National Review Online en marzo de 2021 donde permanece hasta la actualidad.

## Temprana edad y educación
Nacido judío, Klein creció en la ciudad de Nueva York. Se graduó en Historia y Economía en la Universidad George Washington y tiene una maestría en periodismo de la Escuela de Periodismo de la Universidad de Columbia, en donde obtuvo buenos resultados académicos que le ganaron el interés de ciertas editoriales.

## Carrera

### Periodismo
Klein es un ex reportero de Reuters. Trabajó para el American Spectator antes de unirse al Washington Examiner en 2011. En 2014, se convirtió en editor de comentarios del mismo periódico. En 2015, Klein fue ascendido a editor gerente del artículo  y en 2018, fue nombrado editor ejecutivo, permaneciendo hasta la actualidad en el susodicho puesto.
En septiembre de 2012, mientras la congresista de Florida Debbie Wasserman Schultz era presidenta del Comité Nacional Demócrata, Schultz acusó a Klein de "citarla erróneamente deliberadamente". El Washington Post verificó los hechos de Wasserman Schultz y descubrió que "la cita de Klein era exactamente exacta, lo que significa que Wasserman Schultz acusó falsamente al examinador de citarla erróneamente. El presidente del Comité Nacional Demócrata gana Cuatro Pinochos". Más tarde se negó a disculparse y le dijo al Washington Free Beacon que: "No, definitivamente no lo haré".
En 2018, Klein informó sobre un tuit de la representante Alexandria Ocasio-Cortez sobre los presupuestos del Departamento de Defensa, que calificó de "error de 21 billones de dólares", lo que revela una falta de comprensión de los presupuestos gubernamentales y por lo tanto un excelso error de la administración pública americana.
El libro de Klein de 2019, Teme tu futuro: cómo se apila la baraja contra los millennials y por qué el socialismo lo empeoraría, publicado por Templeton Press en octubre de 2019, se discutió en C-SPAN en noviembre de 2019. El libro incluye ensayos de otros escritores, incluidos David Harsanyi y Ramesh Ponnuru.
El libro de Klein de 2015, Overcoming Obamacare: Three Approaches to Reversing the Government Takeover of Health Care, expuso los enfoques políticos disponibles para los oponentes del proyecto de ley.  

## Política
En 2016, Klein abandonó el Partido Republicano en protesta por la nominación de Donald Trump, y tuiteó su anuncio y el formulario de registro de votantes completo el 3 de mayo de 2016, siendo anticonstitucional por la ley de votación americana, lo que ya le ganó varios casos judiciales.

## Obras
- Philip Klein (October 2019). Fear Your Future: How the Deck is Stacked Against Millennials and Why Socialism Would Make it Worse. Templeton Press. ISBN 978-1599475738.[16][19]
- Philip Klein (January 2015). Overcoming Obamacare: Three Approaches to Reversing the Government Takeover of Health Care. Washington Examiner. ISBN 978-0692361702.[20][21]
- Philip Klein (May 2012). Conservative Survival in the Romney Era (e-book). Philip Andrew Klein.